# Bloc-AVV-V4
Bloc-AVV-V4 est une commune rurale située dans le département de Tiébélé de la province du Nahouri dans la région du Centre-Sud au Burkina Faso.

## Histoire
Le village de Bloc-AVV-V4 fait partie d'un ensemble de quatre villages nouveaux – Bloc-AVV-V1, Bloc-AVV-V2, Bloc-AVV-V3 – créés dans le département à la fin années 1970 durant la période des Aménagements des vallées des Volta (ou AVV) avec l'aide de la Banque mondiale à la suite d'une période de fortes pluies ayant entrainé la prolifération de la simulie vecteur d'épidémies d'onchocercose. Des milliers d'habitants des régions infestées ont dû alors quitter leurs terres fertiles et s'implanter dans de nouveaux secteurs des vallées annexes de la Volta où ils peuplèrent huit villages intitulés « Bloc-AVV » dont quatre subsistent toujours sous cette appellation.

## Santé et éducation
Le centre de soins le plus proche de Bloc-AVV-V4 est le centre de santé et de promotion sociale (CSPS) de Bloc-AVV-V2 tandis que le centre médical (CMA) le plus proche se trouve à Pô.